# Акамбаро
Ака́мбаро (исп. Acámbaro) — город и административный центр одноимённого муниципалитета в мексиканском штате Гуанахуато. Численность населения, по данным переписи 2010 года, составила 57 972 человека. Располагается в 255 км на восток от Мехико.

## Общие сведения
Название Acámbaro с языка пурепеча можно перевести как «место, где растёт агава».
Город основан в 1526 году.

## Достопримечательности

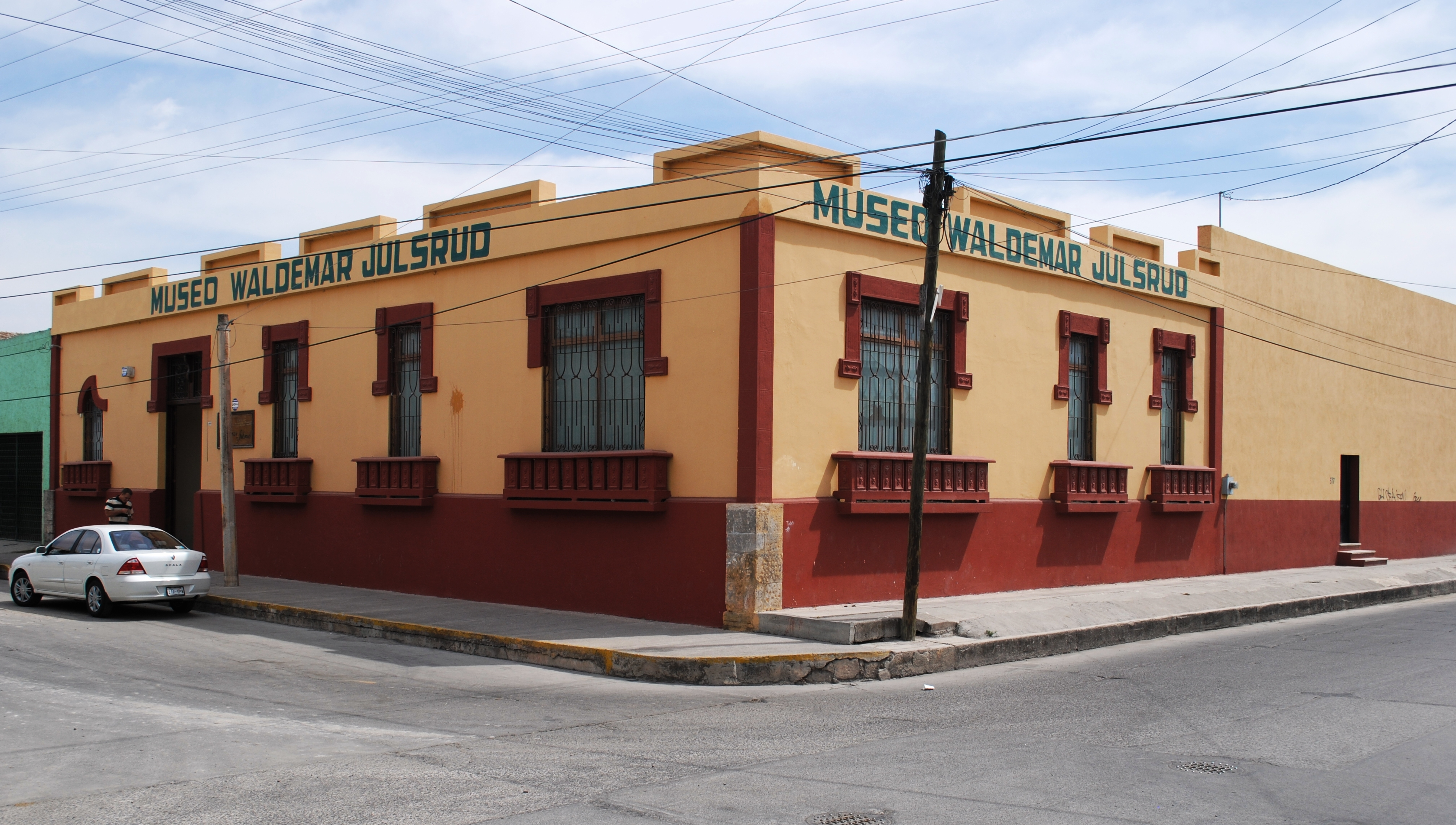
Музей Вальдемара Хульсруда, 2013 год

Город приобрел известность, как место находки коллекции статуэток, хранящихся в музее Вальдемара Хульсруда (Museo Waldemar Julsrud). Среди прочего, часть статуэток напоминают динозавров и других животных, считавшихся вымершими до появления человека в Америке. Находка нескольких тысяч фигурок была сделана в 1944 году торговцем Вальдемаром Хульсрудом (Waldemar Julsrud) в окрестностях города, и вызвала заметный отклик в археологических кругах. Их возможный анахронизм рассматривается как свидетельство одновременного существования людей и «допотопной фауны» сторонниками креационизма. Однако учеными было установлено, что время их изготовления не ранее 30-х годов XX века.